# Michl (nissaga de músics)
Michl (fou una nissaga de músics la majoria dels quals havien nascut a Neumarkt, (Palatinat), Baviera.
El pare i fundador de la nissaga fou un organista anomenat Jakob Michl.
- Johann Joseph Ildefons Michl (1708-1770), compositor i organista, fill de Jakob.
- Johann Anton Leonhard Michl (1716-1781), compositor i organista, fill de Jakob.
- Ferdinand Jakob Michl (1713-1754), compositor i organista, fill de Jakob.
- Joseph Christian Williwald Michl (1745-1816), era fill de Ferdinand.
- Melchior Virgil Michl (1735-1795), era fill de Ferdinand.